# Пацаны (комикс)
«Пацаны» (англ. The Boys) — американская серия комиксов, написанная Гартом Эннисом и иллюстрированная Дариком Робертсоном. Изначально она публиковалась Wildstorm (DC Comics) до перехода в Dynamite Entertainment.
В основе истории комикса лежит мир, в котором супергерои имеют огромную власть. И часто используют свои силы в тёмных целях. Им противостоит небольшой отряд добровольцев с одноимённым названием «The Boys» («Пацаны»), созданный под покровительством ЦРУ.
Эннис сказал, что «Пацаны» «перепроповедали бы даже проповедника», предположительно ссылаясь на крайнее насилие и сексуальность, которые были отличительной чертой комиксов Preacher. Начатая в октябре 2006 года, серия завершилась в ноябре 2012 года выпуском 72-го и последнего номера. В 2020 году было выпущено продолжение "Дорогая Бекки", состоящее из 8 выпусков. Действие в нем происходит спустя 12 лет после событий 72-го номера.
Комикс был адаптирован Amazon Studios в телесериал, премьера которого состоялась 26 июля 2019 года.

## История публикаций
Первые шесть выпусков «Пацанов» были опубликованы Wildstorm, начиная с 2006 года. 24 января 2007 года серия была внезапно закрыта на шестом выпуске. Позже Эннис объяснил, что это произошло потому, что DC Comics (Wildstorm был их импринтом до своего расформирования) были обеспокоены анти-супергеройским тоном работы. Запланированный сборник указанных выпусков также был отменен. Дарик Робертсон заявил тогда: «DC согласны вернуть наши права, чтобы мы могли найти нового издателя, и мы работаем над этим сейчас». Затем Эннис выпустил заявление, что несколько издательств проявили интерес к комиксу и что седьмой выпуск и том из первых шести будут доступны.
Хотя Робертсон работал на эксклюзивном контракте с DC, ему было дано особое разрешение продолжить работу над «Пацанами». В феврале 2007 года серия перешла к Dynamite Entertainment, а с мая продолжилась дальнейшая публикация. Сборник из первых шести выпусков был также издан Dynamite с предисловием Саймона Пегга. Пегг был моделью, на которой базировалось изображение персонажа Дериком Робертсоном.
В феврале 2009 года Dynamite объявил о спин-офф мини-сериале «Herogasm» с рисунками Джона Маккри, с которым Эннис уже прежде работал и Кита Бернса, друга МакКри, о котором он сказал: «Сильные стороны Кита — это мои слабости и наоборот». Сериал представляет собой версию большого «события» для «Пацанов», но, по словам Энниса, «в то время как большие кросоверы в рамках общей вселенной пользуются у нас популярностью, мы не [стали делать его похожим на] „Кризис“ или „Секретные войны“. или „Обратный отсчет“ или что-то ещё». Идея мини-сериала возникла потому, что первая часть истории не связана с командой и фокусируется на супергероях, но повлияет на основную серию:
«Второстепенная роль наших героев в истории постепенно меняет её динамику, пока что-то не происходит в 4 номере, что поворачивает события в совершенно неожиданном направлении. После этого жизнь становится серьёзной, и к концу вы станете свидетелями событий, которые навсегда изменят положение вещей в мире „Пацанов“. Последствия начнут проявляться где-то с 31 выпуска основной серии»
После того как «Пацаны» были завершены, Эннис сказал CBR, что комикс выиграл от отмены Wildstorm’ом, поскольку Dynamite дал ему гораздо больше свободы, чем когда-либо могли предоставить DC: «Мы бы умерли на корню [в DC]. Книгу бы сокращали здесь и там, пока её написание не превратилось в чистое разочарование». Он также признался, что «вздохнул с облегчением», так как Wildstorm был распущен как импринт вскоре после переезда.
Помимо мини-сериала «Herogasm» вышли также:
- "The Boys: Highland Laddie / Пацаны: Паренёк с шотландских гор" - был выпущен издательством Dynamite Entertainment в 2010 году. Он является спин-оффом основной серии Boys и сосредоточен на персонаже Хьюи, одном из главных героев главной серии.
- "The Boys: Butcher, Baker, Candlestickmaker / Пацаны: Мясник, пекарь, производитель подсвечников" - комикс, выпущенный Dynamite Entertainment в 2011 году, авторы которого - Гарт Эннис и Дарик Робертсон. Комикс является спин-оффом серии "The Boys" и повествует о ранних годах главного героя Билли Батчера, известного как Мясник, и о том, как он стал лидером команды "The Boys".

## Сюжет
Действие комикса происходит между 2006—2008 годами в США, где под крылом корпорации «Vought International» действуют несколько команд супергероев. Самая элитная — «Семерка». Рангом пониже: «Расплата», «Люди Джи», «Тинейдж Кикс» и другие в мире, где существуют супергерои. Тем не менее большинство супергероев во вселенной сериала испорчены своим статусом знаменитостей и часто ведут себя безрассудно, ставя под угрозу безопасность мира. Сюжет повествует о небольшом подпольном отряде ЦРУ, неофициально известном как «Пацаны», во главе с Мясником, в который также входят Молоко матери, Француз, Женщина и недавно вступивший «Ви» Хьюи Кэмпбелл, которым поручено следить за сообществом супергероев, что часто приводит к ужасным результатам; параллельно ключевой сюжет следует за Энни «Звездный свет», молодой и наивной супергероиней, которая присоединяется к Семерке - самой престижной и коррумпированной группе супергероев в мире и самым могущественным врагом «Пацанов».

## Критика
Серия комиксов «Пацаны» получила в среднем положительные отзывы.

### Награды
- 2008: «Лучшая продолжающаяся серия», номинация, Премия Айснера
- 2009: «Комикс года за меньше, чем 3$», номинация, Diamond Comic Distributor Gem Awards
- 2010: «Лучший комикс или графический роман», номинация, Scream Awards

## Адаптации

### Отменённый фильм
В феврале 2008 года Variety сообщил, что Columbia Pictures заказала экранизацию комикса, продюсером которой стал Нил Х. Мориц, а Фил Хэй и Мэтт Манфреди напишут сценарий. В августе 2010 года Адам Маккей сказал, что был нанят режиссёром фильма. Маккей добавил: «У них уже есть сценарий, и мы его переписываем, поэтому, надеюсь, приведем его в форму осенью, а съемки, возможно, начнутся в январе». В феврале 2012 года Columbia Pictures сообщила, что отказалась от идеи экранизации «Пацанов». Однако Адам Маккей написал в Твиттере, что Paramount Pictures подобрали фильм и что он все ещё находится в разработке. 30 апреля 2013 года Paramount наняла Манфреди и Хэя для написания сценария, хотя проект так и не был реализован.

### Сериал
В октябре 2015 года сообщалось, что Cinemax дал зелёный свет сериальной экранизации «Пацанов» и что над ним работали Сет Роген, Эван Голдберг и Эрик Крипке. В сентябре 2017 года Variety сообщила, что Amazon Studios подобрала сериал. Его премьера состоялась 26 июля 2019 года.
Премьера 2-го сезона прошла 4 сентября 2020 года. Третий сезон вышел 3 июня 2022 года, 29 сентября 2023 года Вышел спин-офф «поколение «Ви».